# シンディ・クロフォード
シンディ・クロフォード（Cindy Crawford、本名：シンシア・アン・クロフォード（Cynthia Ann Crawford）、1966年2月20日 - ）は、アメリカ合衆国イリノイ州出身のファッションモデル、女優である。カリフォルニア州ビバリーヒルズにあるウィリアム・モリス・エージェンシー所属。唇の左上にあるホクロがチャームポイントとしても有名。

## 人物
1966年アメリカイリノイ州で生まれる。10歳のときに白血病で実弟が死去。16歳の時に両親が離婚し，以後，母と妹との3人家族で生活していた。学業に関しては常に優秀で，高校時代は成績トップであった。将来は医師か科学者になることを夢見ていた。卒業時には成績優秀者として生徒総代を務める。また、同時にモデル活動を始め、高校時代に受けたオーディションでは、日本人にスカウトされ日本で仕事をしたことがある。
名門大学ノースウェスタン大学に奨学金を得て入学。化学を専攻するが、1982年シカゴでエリート・モデル・マネジメント主催「Look of the Year」で準優勝し，モデルとしてのキャリアを本格的にスタートするために大学を中退する。
以降、シンディは1990年代にもっとも活動の多いモデルとして1位に上げられ、1993年にはピープル誌の「Most Beautiful People, 1993」を受賞。1995年にはモデル報酬所得者のトップとして「フォーブス誌」が発表するなど、世界のスーパーモデルとなる。

## 略歴
モデルとしてニューヨークに移ってすぐ、彼女の最初のブレークは1982年に始まった。1990年代には様々なファッションショーに出演し、ナオミ・キャンベル、クリスティー・ターリントン、リンダ・エヴァンジェリスタ、クラウディア・シファーらとともにスーパーモデルの黄金時代の中心人物として一時代を築いた。
1990年にはジョージ・マイケルの「フリーダム!'90」のミュージックビデオにもスーパーモデルの1人として出演している。
デビューから600以上の雑誌のカバー（表紙）を飾り、ミラノ、パリ、ニューヨークの殆どのデザイナーのコレクションに出演するなど、有名ファッションブランドの広告の顔として活躍した。
11年間の長期に渡り化粧品メーカーレブロンの顔としても有名である。レブロンと5000万ドル近い額での契約や、時計のオメガ（Omega）やペプシコーラとの2300万ドル以上とも言われる契約など、さまざまなブランドとの契約額は破格の金額に達した。オメガからは自身のデザインオリジナルモデルも発売された。
モデル以外にテレビキャスターとしても活躍。1989年から1995年にかけて担当したHouse of Stely MTVの司会では、番組ファッションショーで大成功を収め、番組主催のフィットネスのビデオがベストセラーになるなど人気を集めた。1992年にはビデオをアメリカ合衆国だけで200万部以上売り上げ、ビルボードの健康フィットネスチャートの1位を獲得した実績を持つ。
その他、1992年のMTVのビデオミュージックアワーズの司会などにも出演。
1997年11月にはアメリカのABC放送局と3年間の契約を交わした。アワード・ウィニングを受賞。ホームコメディー太陽「Third Rock from the Sun」に出演した。
その他にも企業との共同企画で化粧品や家具などのデザインを発売したりしている。彼女自身の名前のついた香水も発売されている。
1991年に俳優のリチャード・ギアと結婚し話題を呼んだが、1995年に離婚。1998年にはロサンゼルスにあるスカイバー（Sky Bar）などを経営する企業家でレストラン、クラブ・オーナーのランディ・ガーバー（Rande Gerber：元フォードモデル）と結婚し、1999年に息子プレスリー（Plesley)、2001年に娘カイア（Kaia）をもうける。長女カイアは、ヴェルサーチの子供服ラインYoung Versace の2012春夏キャンペーンフェイスとしてモデルデビューした。
また、Treatment of Animals (PETA）の白血病患者の為のボランティア活動に参加している。また、ボトックス注射の使用を認めている。
2015年5月には歌手テイラー・スウィフトのミュージックビデオ「Bad Blood」に Headmistress 役で出演している。

## 出演

### 映画
- 1995年 - アンジップト／裸のスーパーモデル
- 1996年 - Catwalk
- 1995年 - フェア・ゲーム
- 1998年 - 54 フィフティ★フォー
- 1998年 - Beautopia
- 2000年 - Body Guards - Guardie del corpo
- 2001年 - The Simian Line

### ミュージック・ビデオ
| 年   | 曲                             |  | アーティスト         | 備考                      |
| ---- | ------------------------------ |  | -------------------- | ------------------------- |
| 1990 | Freedom! '90                   |  | ジョージ・マイケル   |                           |
| 1991 | Voices That Care               |  | Voices That Care     | Part of the choir         |
| 1994 | Please Come Home For Christmas |  | ボン・ジョヴィ       | Jon Bon Jovi's girlfriend |
| 2011 | Girl Panic!                    |  | デュラン・デュラン   | ジョン・テイラー          |
| 2015 | Bad Blood                      |  | テイラー・スウィフト | Headmistress 役           |

## リリース作品

### DVD
- 1992年 Cindy Crawford - Shape Your Body Workout
- 1993年 Cindy Crawford - Next Challenge Workout
- 1998年 Intimate Portrait-Cindy Crawford
- 2000年 Cindy Crawford - New Dimension

### 本
- シンディークロフォード ベーシック フェース（Cindy Crawford's Basic Face）

### 香水
- Cindy Crawford for Women 2.5 oz. Eau de Toilette Spray（by Cindy Crawford )

### スキンケア
- ミーニングフルビューティー　シンディークロフォード (Meaningful Beauty Cindy Crawford) (http://www.grj.jp/mb/)